# 安东-金特 (奥尔登堡)
安东-金特（德語：Anton-Günther，1923年1月26日—2014年9月20日），奥尔登堡大公继承人，奥尔登堡大公家族首領。霍爾斯坦-戈托普王朝的成員。

## 生平
安东-金特是奥尔登堡末代大公世子尼库劳斯与妻子瓦尔德克和皮尔蒙特的赫莱娜·巴蒂尔迪丝·夏洛特·玛丽·弗里德里克的长子，1923年生于石勒苏益格-荷尔斯泰因州东荷尔斯泰因县棱桑（Lensahn）。他的祖辈详见下表：
| 奥尔登堡公爵安东-金特 | 父亲： 奥尔登堡大公世子尼库劳斯   | 祖父： 奥尔登堡大公弗里德里希·奥古斯特二世 | 祖父之父： 奥尔登堡大公彼得二世                        |
| 奥尔登堡公爵安东-金特 | 父亲： 奥尔登堡大公世子尼库劳斯   | 祖父： 奥尔登堡大公弗里德里希·奥古斯特二世 | 祖父之母： 萨克森-阿尔滕堡的伊丽莎白·保琳妮·亚历珊德琳 |
| 奥尔登堡公爵安东-金特 | 父亲： 奥尔登堡大公世子尼库劳斯   | 祖母： 梅克伦堡-什未林的伊丽莎白           | 祖母之父： 梅克伦堡-施威林大公腓特烈·法蘭茲二世        |
| 奥尔登堡公爵安东-金特 | 父亲： 奥尔登堡大公世子尼库劳斯   | 祖母： 梅克伦堡-什未林的伊丽莎白           | 祖母之母： 施瓦茨堡-鲁多尔施塔特的玛丽                 |
| 奥尔登堡公爵安东-金特 | 母亲： 瓦尔德克和皮尔蒙特的赫莱娜 | 外祖父： 瓦爾德克和皮爾蒙特親王弗里德里希  | 外祖父之父： 瓦尔德克和皮尔蒙特侯爵格奥尔格·维克多     |
| 奥尔登堡公爵安东-金特 | 母亲： 瓦尔德克和皮尔蒙特的赫莱娜 | 外祖父： 瓦爾德克和皮爾蒙特親王弗里德里希  | 外祖父之母： 拿骚的海伦                                |
| 奥尔登堡公爵安东-金特 | 母亲： 瓦尔德克和皮尔蒙特的赫莱娜 | 外祖母： 绍姆堡-利珀的巴蒂尔迪丝           | 外祖母之父： 绍姆堡-利珀的威廉·卡尔·奥古斯特           |
| 奥尔登堡公爵安东-金特 | 母亲： 瓦尔德克和皮尔蒙特的赫莱娜 | 外祖母： 绍姆堡-利珀的巴蒂尔迪丝           | 外祖母之母： 安哈尔特-德绍的巴蒂尔迪丝·阿玛尔贡德      |

1970年4月3日，安东-金特的父亲尼库劳斯去世，安东-金特成为奥尔登堡大公家族族长，称奥尔登堡公爵。
安东-金特与石勒苏益格-荷尔斯泰因州州长一同成为“奥伊廷城堡基金会”（Stiftung Schloß Eutin）的理事。1991年起，安东-金特成为德国红十字会奥尔登堡分会的顾问，由于安东-金特的卓越贡献，他在2007年初被授予红十字勋章。

## 婚姻与子女
安东-金特于1951年8月7日在克洛伊茨维尔泰姆与勒文施泰因-维尔泰姆-弗洛伊登贝格亲王乌多六世的长女阿美丽·格特鲁德·保琳妮·玛德琳·旺达·伊丽莎白（Ameli Gertrud Pauline Antonie Madeleine Wanda Elisabeth，1923年3月4日-2016年3月26日）结婚。阿美丽是安东-金特的远房表侄女。安东-金特的弟弟彼得和阿美丽的妹妹格特鲁德与他们一起举行婚礼。兄弟与姐妹的婚姻使奥尔登堡家族和勒文施泰因-维尔泰姆-弗洛伊登贝格家族缔结双重婚姻。
安东-金特与阿美丽有一子一女：
- 女海伦·伊丽莎白·巴蒂尔迪丝·玛嘉莉泰（Helene Elisabeth Bathildis Margarete，1953年8月3日—），未婚。
- 子克里斯蒂安·尼库劳斯·乌多·彼得（Christian Nikolaus Udo Peter，1955年2月1日—），安东-金特的继承人，1987年9月与卡洛琳·祖·朗造女伯爵（Caroline Gfn zu Rantzau）结婚，有三子一女。